# So lebe ich jetzt
So lebe ich jetzt (englischer Originaltitel How I Live Now) ist ein Jugendroman der US-amerikanisch-britischen Schriftstellerin Meg Rosoff, der im Jahr 2004 beim Penguin Verlag veröffentlicht wurde. Die deutsche Erstausgabe in der Übersetzung von Brigitte Jakobeit erschien 2005 beim Carlsen Verlag.

## Inhalt
Die 15-jährige Daisy aus New York wird von ihrem Vater nach England geschickt, wo sie den Sommer auf dem Land bei ihrer Tante Penn und ihren Cousins Isaac, Edmont, Osbert und deren Schwester Piper verbringen soll. Der Tapetenwechsel kommt Daisy gerade recht, versteht sie sich doch nicht besonders mit ihrer Stiefmutter.
Die neue Umgebung ist für das Stadtkind Daisy anfangs allerdings ungewohnt und sie benötigt etwas Zeit, um sich einzugewöhnen. Doch nach und nach findet sie Gefallen am Leben auf dem Bauernhof und verliebt sich zudem in den 14-jährigen Cousin Edmont, der ihre Gefühle erwidert. Tante Penn reist für ein paar Tage nach Oslo, so dass die Kinder auf sich alleine angewiesen sind. Es folgt eine harmonische Zeit, die durch einen Bombenangriff auf London jäh zu Ende geht, der England in einen Krieg mit einer ungenannten Besatzungsmacht zwingt und auch auf dem Land zu Lebensmittelknappheit und diversen Entbehrungen führt. Tante Penn ist die Rückkehr und eine Kontaktaufnahme auf Grund des plötzlichen Krieges unmöglich und die Kinder müssen sich ab sofort alleine durchschlagen.
Nach einiger Zeit wird der Bauernhof von Soldaten beschlagnahmt. Daisy und Piper werden von den restlichen Cousins getrennt und werden bei der Familie McEvoy untergebracht, doch die Schrecken des Krieges veranlassen die beiden Mädchen schließlich, sich auf die Suche nach Pipers Brüdern zu machen und sich trotz aller Schwierigkeiten durchzukämpfen. Nach vielen entbehrungsreichen Tagen kehren sie tatsächlich zum Bauernhof der Familie zurück, doch weder die Brüder noch die Soldaten sind noch dort. Der erste Teil des Romans endet mit einem Anruf, den Daisy entgegennimmt.
Im zweiten Teil, der sechs Jahre später fortgesetzt wird, erfährt der Leser, dass Daisys Vater der damalige Anrufer war und sie zurück in die Vereinigten Staaten geholt hat. Dort verbringt sie nach ihrer Rückkehr längere Zeit in einer Nervenheilanstalt. In der Zwischenzeit gilt sie als geheilt und kehrt nach Beendigung des Krieges nach England zurück. Auf dem Bauernhof erfährt Daisy, dass Tante Penn schon lange tot ist und Piper mittlerweile einen Freund hat. Edmont ist vom Krieg stark gezeichnet und nur langsam finden Daisy und ihr Cousin, insbesondere durch die gemeinsame Arbeit auf dem Bauernhof, wieder zusammen.

## Rezeption
Geraldine Brennan schreibt in ihrer Rezension: „So lebe ich jetzt ist ein Roman über den Versuch, sich in einer Welt zurechtzufinden, die von Erwachsenen (miserabel) regiert wird; darüber, dass man lernen muss, einfallsreich und mutig zu sein; und darüber, wie man in einer Welt, die auseinanderfällt, die Kontrolle über das eigene Leben übernimmt.“ Hilde Elisabeth Menzel schreibt in der Zeit über So lebe ich jetzt: „Ein hartes Buch, ohne Zweifel, doch keineswegs düster, vielmehr zwischen dramatischem Plot und jugendlichem Humor wechselnd. Der in London lebenden amerikanischen Autorin gelingt ein erstaunliches Debüt von großer Intensität, ein von Daisy atemlos erzählter Bericht mit eigenwilliger Interpunktion, ein großes Buch, das mit dem Guardian Fiction Award ausgezeichnet wurde und seit langem in England zu Recht auf der Bestsellerliste für Erwachsene steht.“ Karla Schneider meint in der FAZ über den Roman: „Und doch - da ist Vielversprechendes: Temperament, Flair und die Authentizität einer neuen Erzählstimme, die auch von der Übersetzung virtuos wiedergegeben wird. Vor allem zeigt sich hier eine Geisteshaltung, die sich nicht damit bescheidet, jung zu sein und zwischen niedrig gehängten Fixpunkten, sprich Tops, Make-up und ‚total süßen Kerlen‘, hin und her zu gongen, wie anderenorts zu lesen, sondern innere Welt vermittelt. Für ein Debüt ist das schon eine ganze Menge.“

## Auszeichnungen
2004 erhielt So lebe ich jetzt den Guardian Children’s Fiction Award. 2005 erhielt der Roman den Michael L. Printz Award sowie den Branford Boase Award und stand auf der Shortlist diverser weiterer Auszeichnungen.

## Referenzen
So lebe ich jetzt ist in dem literarischen Nachschlagewerk 1001 Kinder- und Jugendbücher – Lies uns, bevor Du erwachsen bist! für die Altersstufe 12+ Jahre enthalten.

## Ausgaben
- How I Live Now. Penguin, UK 2004 (englisch).
- So lebe ich jetzt. Carlsen, 2005.

## Adaptionen
2013 wurde How I Live Now unter der Regie von Kevin Macdonald verfilmt.